# Cardamine caroides
Cardamine caroides är en korsblommig växtart som beskrevs av Cheng Yih Wu och Wen Tsai Wang. Cardamine caroides ingår i släktet bräsmor, och familjen korsblommiga växter. Inga underarter finns listade i Catalogue of Life.